# Массаньйо
Массаньйо (італ. Massagno) — громада  в Швейцарії в кантоні Тічино, округ Лугано.

## Географія
Громада розташована на відстані близько 155 км на південний схід від Берна, 22 км на південь від Беллінцони.
Массаньйо має площу 0,7 км², з яких на 97,3% дозволяється будівництво (житлове та будівництво доріг), 0% використовуються в сільськогосподарських цілях, 2,7% зайнято лісами, 0% не є продуктивними (річки, льодовики або гори).

## Демографія
2019 року в громаді мешкало 6153 особи (+5,1% порівняно з 2010 роком), іноземців було 42%. Густота населення становила 8315 осіб/км².
За віковим діапазоном населення розподілялося таким чином: 17,4% — особи молодші 20 років, 61% — особи у віці 20—64 років, 21,5% — особи у віці 65 років та старші. Було 3019 помешкань (у середньому 2 особи в помешканні).
Із загальної кількості 1998 працюючих 0 було зайнятих в первинному секторі, 374 — в обробній промисловості, 1624 — в галузі послуг.